# Micropodarke trilobata
Micropodarke trilobata är en ringmaskart som beskrevs av Hartmann-Schröder 1983. Micropodarke trilobata ingår i släktet Micropodarke och familjen Hesionidae. Inga underarter finns listade i Catalogue of Life.